# 臺灣枇杷
山枇杷是蔷薇科枇杷属的植物，又名臺灣枇杷，是台灣特有植物。分布在台灣、廣東以及越南等地，生长于海拔1,000米至1,800米的地区，多生长在山坡或山谷阔叶杂木林中，目前尚未由人工引种栽培。

## 變型
有武威山枇杷（Eriobotrya deflexa fo. buisanensis）、恆春山枇杷（Eriobotrya deflexa fo. koshunensis）兩種變型。